# Stabio
Stabio est une commune suisse du canton du Tessin située à la frontière avec l'Italie.

## Géographie

Photo aérienne (1946)

Commune située dans la partie sud du canton du Tessin, dans le Mendrisiotto.

## Économie
- Rapelli, fabrique de charcuterie.

## Sports
- FC Stabio

## Curiosités
- Musée de la civilisation paysanne du Mendrisiotto, a été créé pour conserver et valoriser les témoignages historiques et ethnographique du monde rural du Mendrisiotto. Site du musée
- Bains thermaux de Stabio. Site des Thermes de Stabio
- La maison ronde de Stabio par Mario Botta en 1982.